# Magdalena Rialp
Magdalena Rialp i Safont (Pla d'Urgell, 2 de febrer de 1668 - Barcelona, 15 de novembre de 1710) fou una religiosa jerònima catalana, deixeble de sant Josep Oriol. Ha estat proclamada venerable per l'Església catòlica.

## Biografia
Era filla de Josep de Rialp i Francesca Safont i nasqué al Pla d'Urgell en 1668. De petita mostrà inclinació a la religió i la vida pietosa i l'oració. Va refusar de casar-se, per lliurar-se a Déu, i va ingressar al monestir de monges jerònimes de Sant Maties de Barcelona, el 16 d'abril de 1686. Destacà per la seva humilitat i capacitat de pregària; en 1695 va començar una rigorosa abstinència i només menjava pa un cop al dia. Va tenir, especialment a partir de llavors, episodis místics com èxtasis, visions i sentiment del dolor de les nafres de Crist. Des de 1693 tingué com a director espiritual sant Josep Oriol, de qui es considerava deixebla. Morí el 15 de novembre de 1710.
Se li atribuïren miracles i guariments després de la seva mort.